# Potamotrygonidae
La famiglia Potamotrygonidae Garman, 1877 comprende 25 specie di pesci cartilaginei d'acqua dolce, conosciuti comunemente come razze d'acqua dolce, appartenenti all'ordine Myliobatiformes.

## Distribuzione e habitat
Queste specie sono originarie del Sud America, dove vivono in fiumi che si riversano nel bacino caraibico e nell'Oceano Atlantico fino all'altezza del Rìo de la Plata (Argentina). In genere, ogni specie è originaria di un unico bacino fluviale.

## Descrizione
Presentano un corpo a forma quasi circolare e variano nelle dimensioni dallo Potamotrygon schuhmacheri, che raggiunge i 25 cm di diametro, alla razza d'acqua dolce ocellata, il Potamotrygon motoro, che cresce fino a raggiungere un metro di diametro. La superficie dorsale è coperta da dentici (lische a forma di dente aguzzo).
Sono dotati di un pungiglione caudale velenoso e sono tra i pesci più temuti nelle acque fluviali e lacustri delle regioni neotropicali, a volte più dei piranha e dei pesci elettrofori. Tuttavia, non sono pericolosi, a meno che non si ostacoli la loro presenza o vengano minacciati in altra maniera.

## Specie
Vi sono 25 specie divise in quattro generi: 
- Genere Paratrygon
  - Paratrygon aiereba (Müller & Henle, 1841).
- Genere Plesiotrygon
  - Plesiotrygon iwamae Rosa, Castello & Thorson, 1987.
- Genere Potamotrygon
  - Potamotrygon boesemani de Carvalho & Wanderley, 2008.
  - Potamotrygon brachyura (Günther, 1880).
  - Potamotrygon castexi Castello & Yagolkowski, 1969.
  - Potamotrygon constellata (Vaillant, 1880).
  - Potamotrygon falkneri Castex & Maciel, 1963.
  - Potamotrygon henlei (Castelnau, 1855).
  - Potamotrygon hystrix (Müller & Henle, 1834).
  - Potamotrygon leopoldi Castex & Castello, 1970.
  - Potamotrygon magdalenae (Duméril, 1865).
  - Potamotrygon marinae Deynat, 2006.
  - Potamotrygon motoro (Müller & Henle, 1841).
  - Potamotrygon ocellata (Engelhardt, 1912).
  - Potamotrygon orbignyi (Günther, 1880).
  - Potamotrygon schroederi Fernández-Yépez, 1957.
  - Potamotrygon schuhmacheri Castex, 1964.
  - Potamotrygon scobina Garman, 1913.
  - Potamotrygon signata Garman, 1913.
  - Potamotrygon yepezi Castex & Castello, 1970.